# Luiz Vinhaes
Luiz Augusto Vinhaes (Rio de Janeiro, 1896. december 10. – Rio de Janeiro, 1960. április 3.) korábbi brazil labdarúgóedző.